# Orconté
L'Orconté est une rivière française d'une longueur de 31,38 kilomètres, qui coule entièrement dans le département de la Marne. C'est un affluent en rive droite de la Marne et donc un sous-affluent de la Seine.

## Géographie

### Cours
L'Orconté prend sa source à Trois-Fontaines-l'Abbaye et s'écoule vers l'ouest sur 31,38 kilomètres jusqu'à atteindre la Marne à Frignicourt.

### Communes traversées
L'Orconté traverse 11 communes du département de la Marne :
- Trois-Fontaines-l'Abbaye
- Saint-Eulien
- Vouillers
- Saint-Vrain
- Heiltz-le-Hutier
- Orconte
- Matignicourt-Goncourt
- Écriennes
- Luxémont-et-Villotte
- Bignicourt-sur-Marne
- Frignicourt

## Affluents
Le principal affluent de l'Orconté est la Censière. D'une longueur de 12,01 km, la Censière prend sa source dans la commune de Vouillers et se jette  dans l'Orconté à Orconte, après avoir traversé quatre communes.
L'Orconté est alimentée par d'autres affluents plus modestes, d'une longueur inférieure à 5 km : l'Annel, le fossé des Aulnes, le fossé de l'Étang du Gris Mansard ainsi que les fossés no 1, no 3 et no 4 de Trois-Fontaines-l'Abbaye.

## Toponymie
Le nom de la rivière est attesté sous les formes : Rivulus Ulcum (1147) ; Rivus de Orcontel (1214) ; Rue d'Or ou l'Orcomté (XVIIIe siècle) ; Ru d'Orconte ou Ru d'Or (1837).